# Kalinovo (Slowakije)
Kalinovo (Hongaars: Kálnó) is een Slowaakse gemeente in de regio Banská Bystrica, en maakt deel uit van het district Poltár.
Kalinovo telt 2.302 inwoners.

## Geboren
- Stano Radič (1955 - 2005), komiek, acteur, scenarioschrijver, moderator en redacteur

Breznička · Cinobaňa · České Brezovo · Ďubákovo · Hradište · Hrnčiarska Ves · Hrnčiarske Zalužany · Kalinovo · Kokava nad Rimavicou · Krná · Málinec · Mládzovo · Ozdín · Poltár · Rovňany · Selce · Sušany · Šoltýska · Uhorské · Utekáč · Veľká Ves · Zlatno